# هیدروپروکسیل
رادیکال هیدروپروکسیل، که همچنین به عنوان رادیکال پرهیدروکسیل نیز شناخته می‌شود، پروتئین شده سوپر اکسید با فرمول شیمیایی HO 2 است. این گونه نقش مهمی در جو و به عنوان یک گونه اکسیژن واکنش پذیر در زیست‌شناسی سلولی دارد.

## ساختار و واکنش
این مولکول از ساختار خمیده‌ای برخوردار است.
آنیون سوپراکسید، O−
2 {{سخ}} O−
2، و رادیکال هیدروپروکسیل در تعادل در محلول آبی وجود دارد:
O−
2 + H2O  HO2 + OH−